# شيمبريغ
شيمبريغ (بالإنجليزية: Schimbrig)‏ هو أحد جبال سلسلة جبال الألب إيمينتال ويقع في كانتون لوسيرن في سويسرا. يحتل المرتبة رقم 396 في قائمة جبال سويسرا من حيث الارتفاع، إذ يبلغ ارتفاعه حوالي 1815 متر، بينما يبلغ ارتفاع نتوء الجبل 346 متر.